# Alberto Silveira Ávila de Melo
Alberto Silveira Ávila de Melo (1891 — Janeiro de 1946) foi um engenheiro e 11.º presidente do Sport Lisboa e Benfica (1926-1930) e presidente da sua Assembleia-Geral em 1945.

## Biografia
Coube-lhe a gestão do clube no período que se seguiu à inauguração do Estádio das Amoreiras (1925 - 1940) e à longa controvérsia que opôs Cosme Damião e António Ribeiro dos Reis, do qual era cunhado, com diferentes perspectivas quanto ao futuro da instituição.
A sua eleição, aliás, Ocorrida em 25 de Agosto de 1926, ficou a dever-se ao facto de Cosme Damião, pelas já mencionadas divergências, se ter mostrado indisponível para o exercício do cargo de presidente, para que fora eleito em assembleia geral de 5 de Agosto de 1926. Ávila de Melo confrontou-se, assim, com a necessidade de equilibrar o clube numa fase delicada, tarefa de que se saiu a contento. Anteriormente tinha sido presidente do Conselho Fiscal na gerência de 1915-1916 e suplente da Direcção, em 1916- 1917. Reeleito em 25 de Julho de 1928, presidiu ao 25.º Aniversário do Sport Lisboa e Benfica em 1929 e à Direcção até 1930.
Antigo aluno da Casa Pia de Lisboa e do Instituto Superior Técnico, ficou conhecido pela sua inteligência e vivacidade de espírito e pelo brilhantismo dos seus desempenhos. Obteve a classificação de 20 valores no curso de Engenharia de Construção Naval, que concluiu em Itália. Faleceu com 55 anos.